# Aleksander Smolar

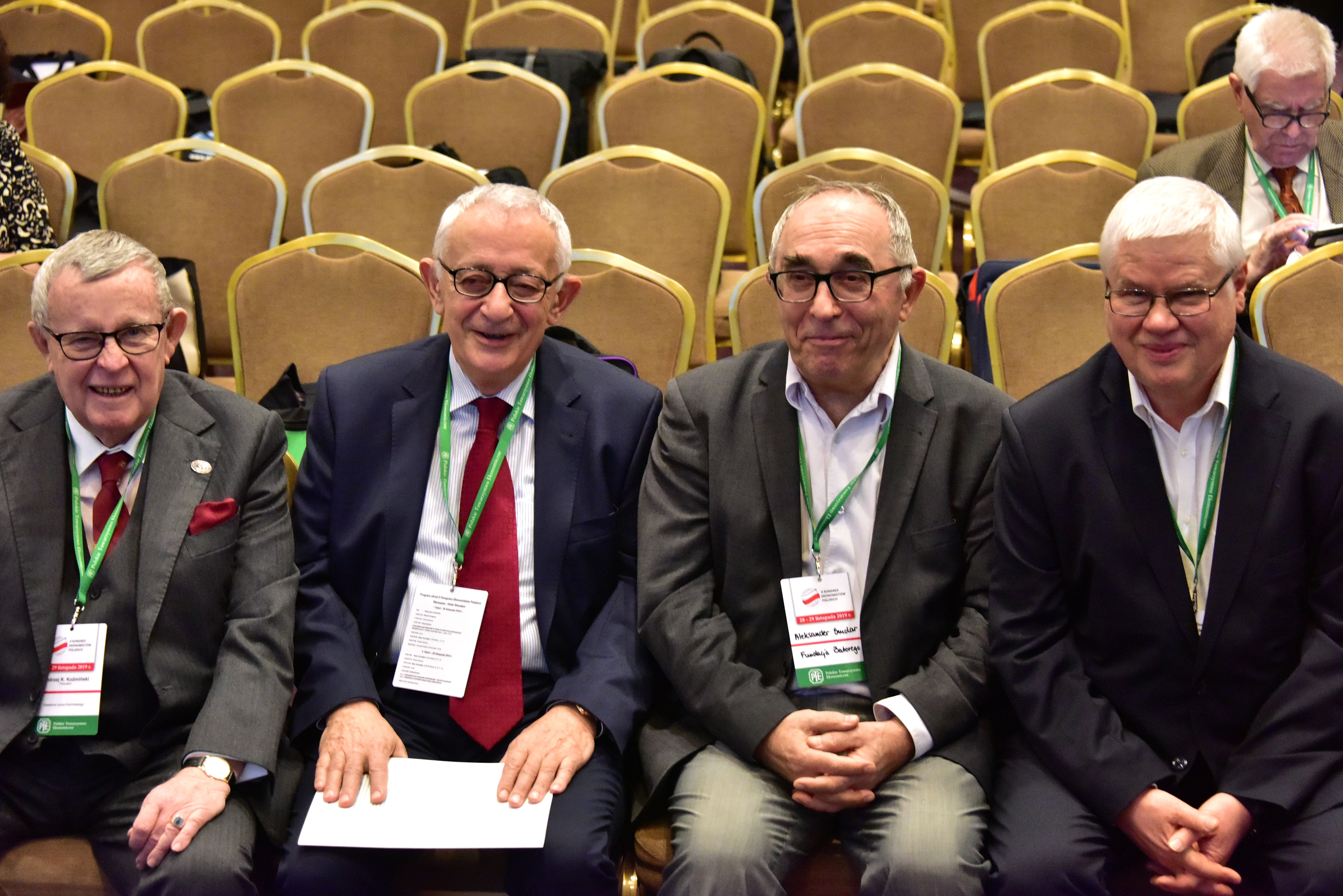
Aleksander Smolar (drugi z prawej) z Andrzejem Koźmińskim, Jerzym Osiatyńskim i Jerzym Hausnerem podczas X Kongresu Ekonomistów Polskich w Warszawie (2019)

Aleksander Smolar (ur. 10 grudnia 1940 w Białymstoku) – polski publicysta, działacz polityczny, prezes zarządu Fundacji im. Stefana Batorego (1991–2020).

## Życiorys
Studia rozpoczął na Wydziale Łączności Politechniki Warszawskiej, skąd przeniósł się na socjologię i ekonomię na Uniwersytecie Warszawskim. Absolwentem tej uczelni został w 1964.
W latach 60. został asystentem Włodzimierza Brusa na Wydziale Ekonomii Politycznej UW. Od 1954 do 1957 należał do Związku Młodzieży Polskiej, a od 1958 do 1964 do Związku Młodzieży Socjalistycznej. W 1962 zaangażował się w działalność Politycznego Klubu Dyskusyjnego, który powstał z inicjatywy Komitetu Uczelnianego ZMS pod patronatem Karola Modzelewskiego. Był członkiem Polskiej Zjednoczonej Partii Robotniczej. Od 1963 do 1968 pełnił funkcję II sekretarza komitetu PZPR na Wydziale Ekonomii Politycznej UW. Z partii został usunięty m.in. za publiczną obronę Leszka Kołakowskiego.
Brał udział w protestach z marca 1968, aresztowany, więziony do lutego 1969. Usunięty z uczelni, po zwolnieniu z zakładu karnego pracował w przedsiębiorstwach przemysłowych. W 1971 udał się na emigrację, przebywał we Włoszech, Wielkiej Brytanii i Francji. Był założycielem i redaktorem naczelnym kwartalnika politycznego „Aneks” w latach 1973–1990. Pełnił funkcję rzecznika Komitetu Obrony Robotników i następnie Komitetu Samoobrony Społecznej KOR za granicą. Pracował w Centre National de la Recherche Scientifique w Paryżu.
Po 1989 pełnił funkcję doradcy premierów Tadeusza Mazowieckiego (ds. politycznych) oraz doradcy Hanny Suchockiej (ds. polityki zagranicznej). Od początku lat 90. zasiadał we władzach krajowych Unii Demokratycznej i następnie Unii Wolności. W 1991 został prezesem zarządu Fundacji im. Stefana Batorego, stanowisko to zajmował do 2020. Został też członkiem rady Europejskiej Rady Spraw Zagranicznych (ECFR) i zastępcą przewodniczącego Rady Naukowej Instytutu Nauk o Człowieku w Wiedniu. Jest zwolennikiem federalizacji Europy, prowadzącej wspólną politykę zagraniczną i obronną.

## Odznaczenia i nagrody
W 2011 prezydent Bronisław Komorowski odznaczył go Krzyżem Komandorskim Orderu Odrodzenia Polski. Został także odznaczony francuską Legią Honorową.
W 2009, za stworzenie forum poważnej debaty oraz dorobek w promowaniu demokracji, działalność naukową i zasługi dla polskiej służby zagranicznej, minister Radosław Sikorski nadał mu Odznakę Honorową „Bene Merito”. Został również laureatem Nagrody im. ks. Józefa Tischnera (2009) za całokształt twórczości oraz Nagrody Specjalnej Lewiatana przyznanej przez Konfederację Lewiatan (2011).

## Życie prywatne
Jest synem przedwojennych działaczy komunistycznych żydowskiego pochodzenia, Grzegorza (Hersza) Smolara i Walentyny Najdus-Smolar, bratem Eugeniusza Smolara, mężem Ireny Grosfeld-Smolar oraz ojcem reżyserki teatralnej Anny Smolar i dziennikarza Piotra Smolara.

## Wybrane publikacje
- Globalization, Power and Democracy. (współwydawca Marc Plattner), The Johns Hopkins University Press, Waszyngton 2000.
- Entre Kant et Kosovo. Etudes offertes à Pierre Hassner. (we współpracy z Anne-Marie Le Gloannec), Presses de Sciences Po, Paryż 2003.
- Tabu i niewinność. Universitas, Kraków 2010.